# كاولين

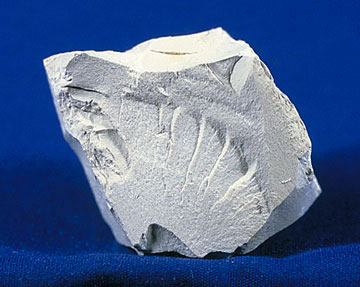
كاولين

الكاولين (أو الكاؤولين) هو نوع من أنواع الصخور الدقيقة الناعمة بيضاء اللون، والتي تتكون بمعظمها من معدن الكاولينيت (سيليكات الألومنيوم الهيدروكسيلية Al2(OH)4Si2O5)؛ الناتج من حت صخور الفلسبار. يعرف أيضاً باسم الصلصال الصيني أو الغضار الصيني.
يستخدم الكاولين بشكل رئيسي في صنع البورسلان والأوانِي الفخارية وفي صناعة الخزف الصيني. كما يستعمل الكاولين أيضاً في صناعة الورق؛ ويمكن أن يستعمل في معالجة المياه.